# Зернинский сельсовет
Зернинский сельсовет — упразднённая административно-территориальная единица в Берёзовском районе Пермского края (раннее Пермской области) России.
Административный центр — деревня Зернино.

## История
Зернинский сельский совет образовался в 1921 году.
В него вошли населённые пункты: деревни Зернино, Малыши, Угор, Басарги, Горностали, Демидята, Епишата, Захаровка, Кузнецы, Песчанка, Рязаны, Кривое, Курбаты, Батурята.
Первым председателем сельсовета был избран житель д. Малыши Зернин Василий Николаевич
23.02.1931 года жители деревень Зернино, Малыши, Угор, Басарги, Горностали, Рязаны, Песчанка, Кузнецы, Демидята, Захаровка, Епишата создали колхоз «Ледокол». В этом же году образовался колхоз «Дальний Север», в который вошли жители деревень Курбаты, Батурята, Кривое.
В 1962 году оба колхоза объединились в один — «Ледокол»
1 июня 1932 года Постановлением Президиума ВЦИК Зернинский сельсовет упразднённого Берёзовского района был присоединены к Кишертскому району. В 1935 году Берёзовский район был восстановлен.
В 1951 году началось строительство Батурятского лесного посёлка.

## Инфраструктура
Основа экономики — сельское хозяйство .
В 1930 году образовано Зернинское агентство связи и сберкасса
В 1931 году открылась изба-читальня, в 1953 году преобразованная в сельскую библиотеку.
В 1938 году открылся Зернинский фельдшерский пункт.
До 1960 года функционировали две начальные школы: Зернинская и Мачинская. Затем в 1960-м заработола Батурятская восьмилетняя школа (до 1971 года), в 1971 году Зернинская средняя школа.
В 1968 году построено и пущено в эксплуатацию административное здание, в котором расположено правление колхоза, сельский Совет, отделение связи, сберегательная касса, АТС.
В 1969 году открыт Зернинский детский сад на 45 мест.